# Bedotia longianalis
Bedotia longianalis is een straalvinnige vissensoort uit de familie van de bedotia's (Bedotiidae). De wetenschappelijke naam van de soort is voor het eerst geldig gepubliceerd in 1914 door Pellegrin.
De soort is endemisch in Madagaskar.